# NGC 5128

## Огляд
NGC 5128 (Центавр A) — лінзоподібна галактика (S0) з полярним кільцем, що знаходиться в сузір'ї Центавр. Це одна із найяскравіших і близьких до нас сусідніх галактик, нас розділяє 12 млн св. років, а видимий блиск галактики на небі +6,6m. За яскравістю галактика займає п'яте місце (після Магелланових Хмар, туманності Андромеди і галактики Трикутника).
Радіогалактика є потужним джерелом радіовипромінювання в сузір'ї Центавра. Це найближча до нас активна галактика: якби ми могли бачити в радіодіапазоні, то інтенсивне випромінювання галактики було б видно у вигляді двох величезних утворень, що виходять з центру галактики.

## Історія спостережень
Галактику NGC 5128 відкрив 29 квітня 1826 року англійський астроном Джеймс Данлоп, який проводив широкі дослідження південної небесної півкулі на базі австралійської обсерваторії, розташованої в містечку Парраматта, під Сіднеєм.
В 1847 році англійський вчений Джон Гершель описав її у своїй оглядовій роботі «Нариси астрономії»:
"Два напівовали еліптичної туманності здаються розірваними широкою темною смугою, що йде паралельно довгій осі овала; в середині смуги помітний слабкий блиск, паралельний сторонам розриву "Оригінальний текст (англ.)
«Two semi-ovals of elliptically formed nebula appearing to be cut asunder and separated by a broad obscure band parallel to the larger axis of the nebula, in the midst of which a faint streak of light parallel to the sides of the cut appears.» («Outlines of Astronomy», 1849)

У 1949 році австралійський вчений Джон Болтон, спільно з Гордоном Стенлі і Брюсом Слі, довів, що в межах галактики NGC 5128 знаходиться джерело сильного радіовипромінювання, і що ця галактика належить, таким чином, до відкритого ним нового класу космічних об'єктів — радіогалактик.
У 1954 році Вальтер Бааде і Рудольф Мінковський припустили, що особлива будова галактики зумовлена зіткненням гігантської еліптичної галактики з набагато меншою галактикою спірального типу.
У 1970 році, при використанні метеорологічної ракети, галактика NGC 5128 була визначена як джерело рентгенівського випромінювання, типового для таких екзотичних космічних об'єктів, як чорні діри, нейтронні зірки і квазари. У 1975—1976 роках гамма-випромінювання галактики підтверджене за допомогою телескопа системи Черенкова.
Значно просунутися в дослідженнях NGC 5128 дозволила технологія орбітальних телескопів, потужність яких на порядок вища від найчутливіших телескопів, розташованих на землі.
За допомогою передової орбітальної «Обсерваторії Ейнштейна» в 1979 році вдалося локалізувати в межах галактики відразу кілька джерел гамма-випромінювання Через десять років новий орбітальний телескоп «Габбл» виявив у складі «темної смуги» галактики ряд «молодих» блакитних гіперзір. У 1999 році орбітальний телескоп «Чандра» розширив список відомих джерел рентгенівського випромінювання у складі галактики до двохсот, в той час як орбітальний телескоп «Спітцер» виявив особливу будову окремих фрагментів «темної смуги», добре видиму в інфрачервоному спектрі.
У перші десятиліття XXI-го століття астрономічні обсерваторії по всьому світу фіксували надзвичайно високий рівень енергій різної природи, що виходять з галактики. Інтенсивність випромінювань NGC 5128 слугує важливою основою для розвитку теорії походження зірок, зоряних туманностей і чорних дір.

## Галерея

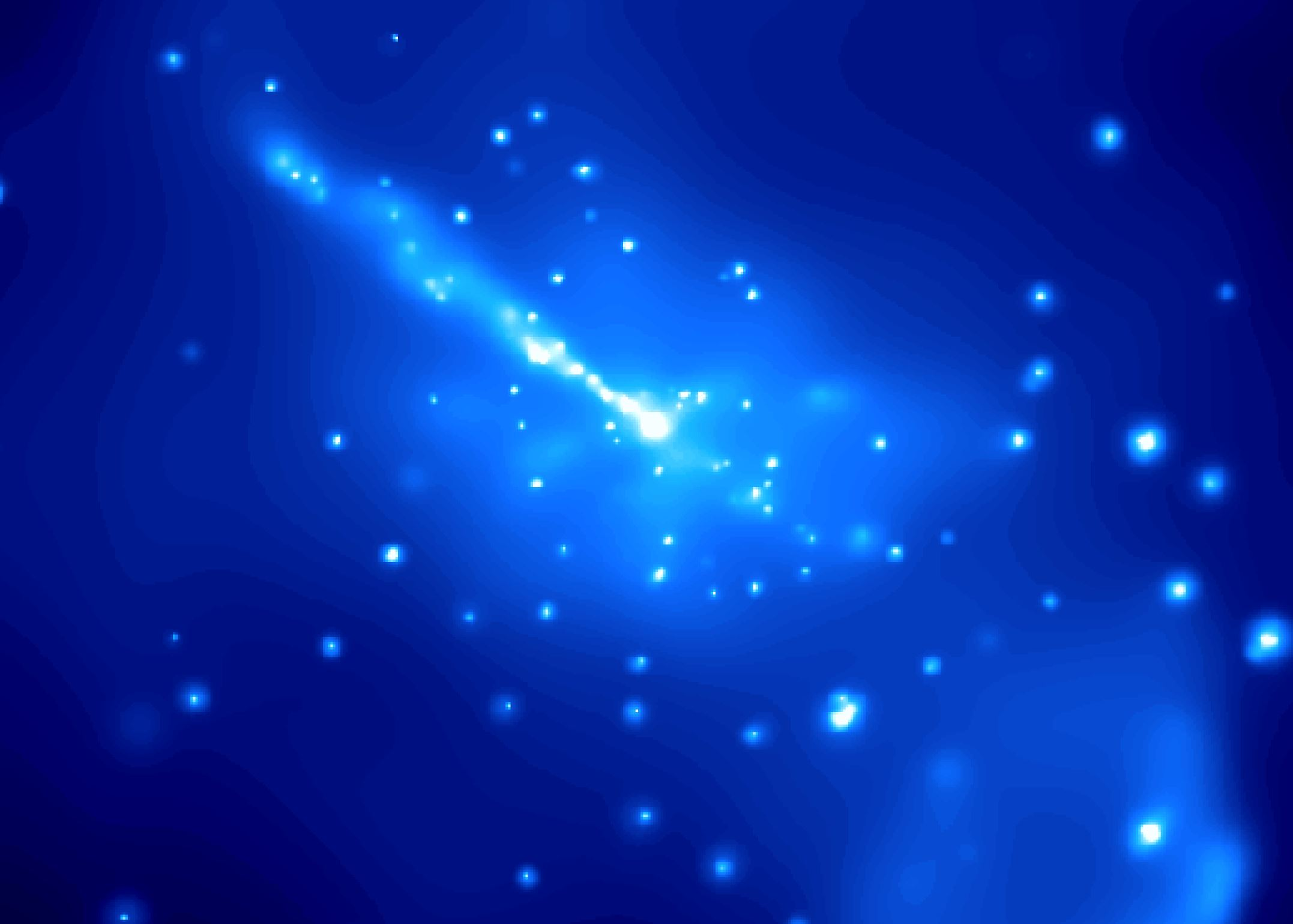
Зображення галактики в рентгенівському діапазоні
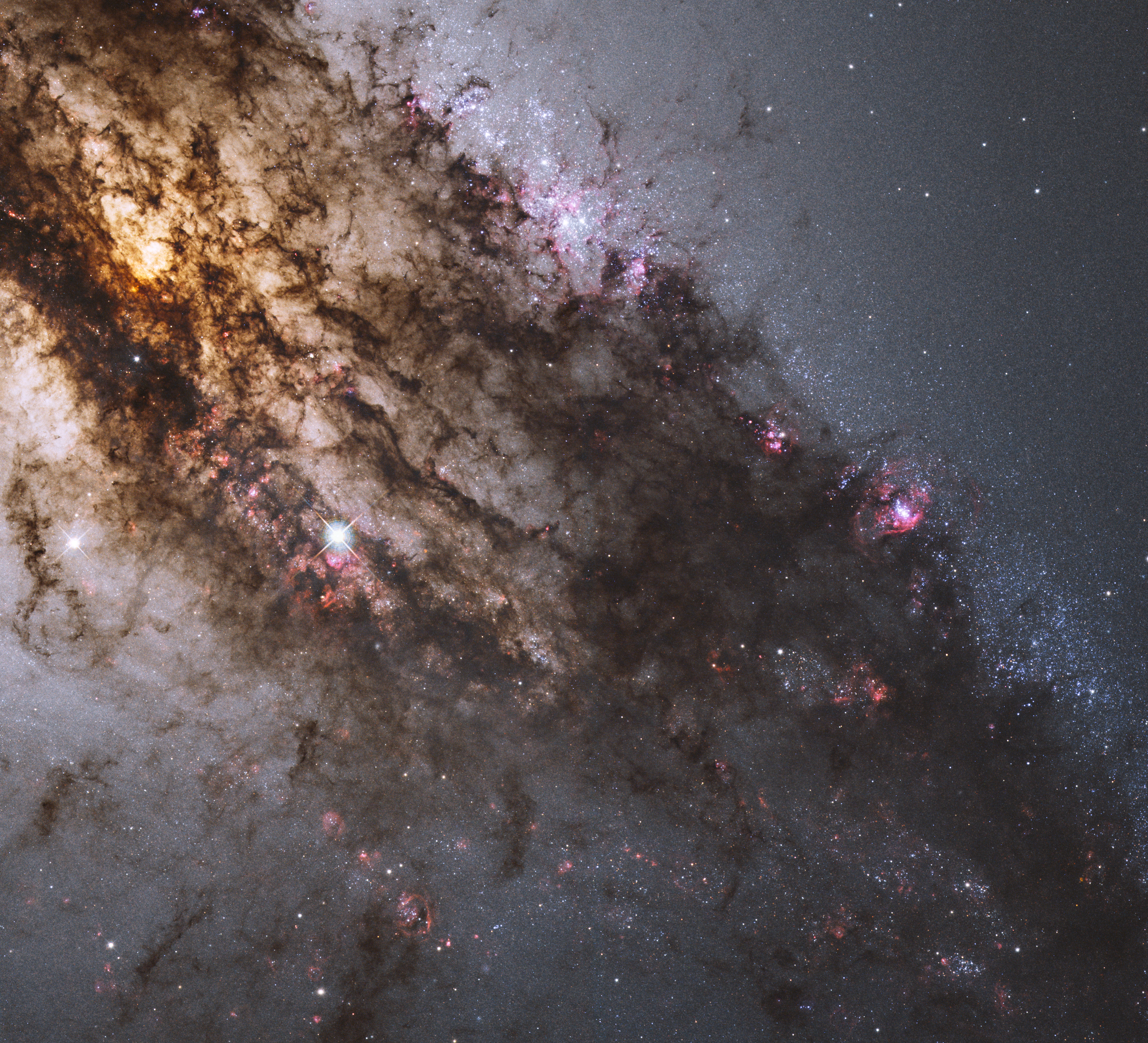
У видимому світлі